# Claude Castaing
Pour les articles homonymes, voir Castaing.
Claude Castaing est un acteur français né Jean-Marie Claude Castaing le 20 janvier 1922 à Gujan-Mestras (Gironde) et mort le 26 novembre 1962 à Paris 13e. Il est le second époux de la comédienne et professeure de théâtre Solange Sicard.

## Filmographie
- 1948 : Suzanne et ses brigands de Yves Ciampi
- 1949 : Un certain monsieur de Yves Ciampi
- 1949 : Paris taxi / Hep! taxi de Édouard Logereau - court métrage -
- 1950 : La Belle Image de Claude Heymann
- 1951 : Casque d'Or de Jacques Becker
- 1951 : Le Crime du Bouif d'André Cerf
- 1951 : Trois Femmes d'André Michel
- 1952 : Lettre ouverte d'Alex Joffé
- 1952 : Le Huitième Art et la Manière de Maurice Regamey - court métrage -
- 1954 : Papa, maman, la bonne et moi de Jean-Paul Le Chanois
- 1955 : Papa, maman, ma femme et moi de Jean-Paul Le Chanois
- 1958 : La Tête contre les murs de Georges Franju
- 1959 : Le Chemin des écoliers de Michel Boisrond
- 1960 : Un couple de Jean-Pierre Mocky
- 1961 : La Peau et les Os de Jean-Paul Sassy
- 1961 : Snobs ! de Jean-Pierre Mocky
- 1962 : Le Glaive et la Balance d'André Cayatte
- 1962 : Le Gorille a mordu l'archevêque de Maurice Labro
- 1963 : L'inspecteur Leclerc enquête de Yannick Andreï, (TV)  épisode : Voir Paris et mourir

## Théâtre
- 1949 : La Tour Eiffel qui tue de Guillaume Hanoteau, mise en scène Michel de Ré, Théâtre du Vieux-Colombier
- 1952 : Le Colonel Foster plaidera coupable de Roger Vailland, mise en scène Louis Daquin, Théâtre de l'Ambigu-Comique
- 1954 : La Tour Eiffel qui tue de Guillaume Hanoteau, mise en scène Michel de Ré, Théâtre du Quartier Latin
- 1958 : Le Pain des jules d'Ange Bastiani, mise en scène Jean Le Poulain, Théâtre des Arts
- 1959 : Le Pain des jules d'Ange Bastiani, mise en scène Jean Le Poulain, Théâtre des Arts